# George C. Mason & Son

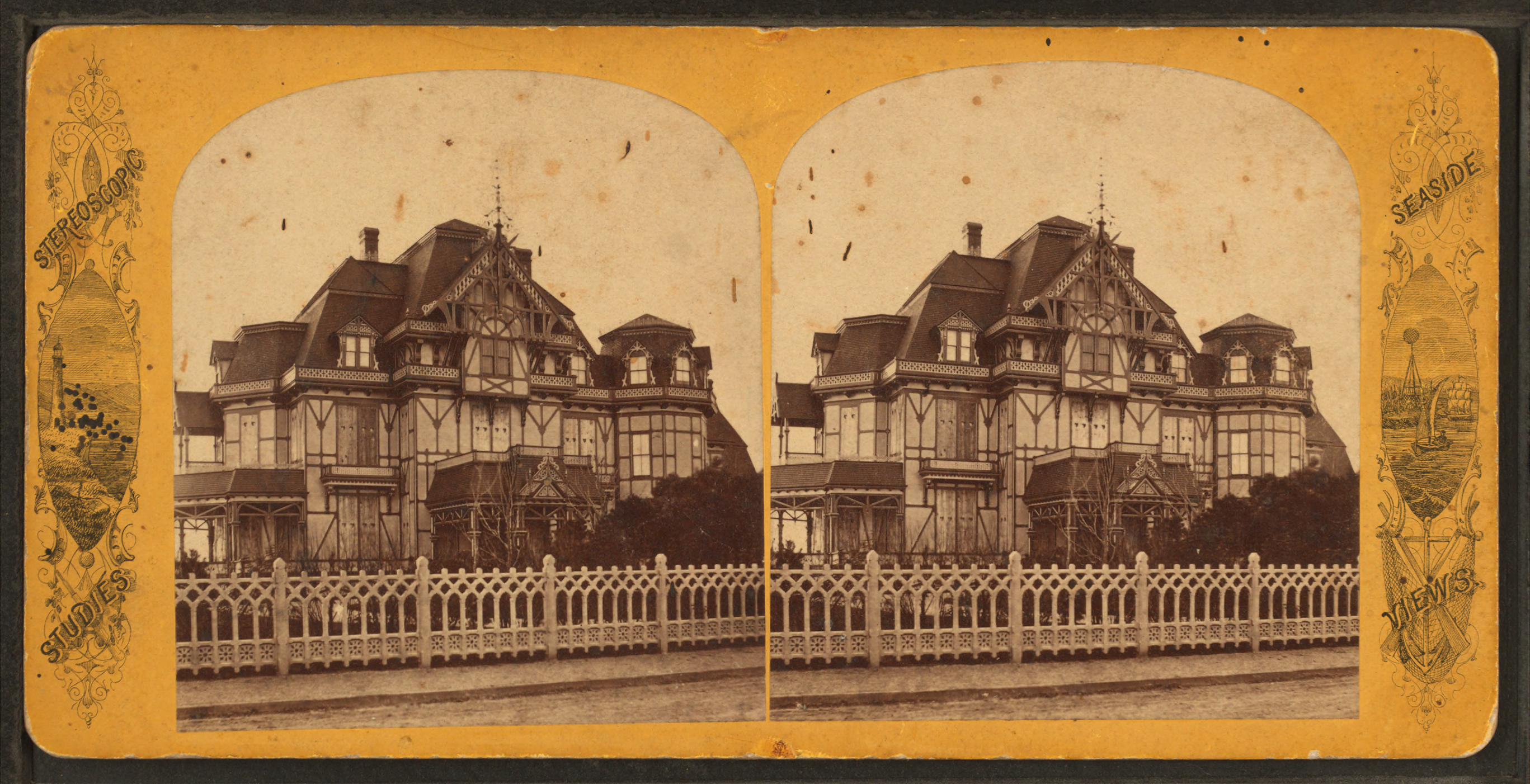
Casa de Loring Andrews, Newport, 1871.

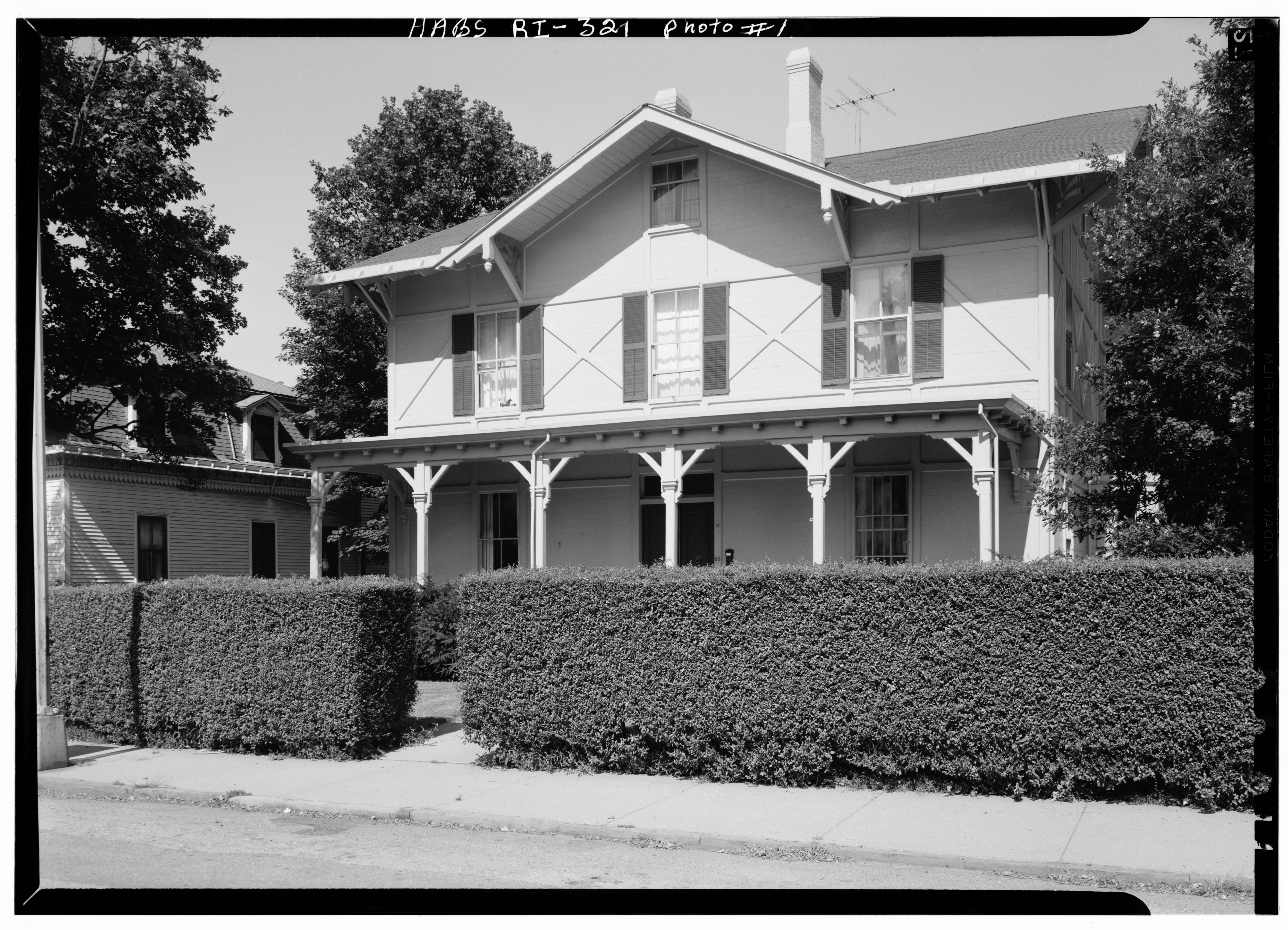
Casa de Isaac P. White, Newport, 1872.

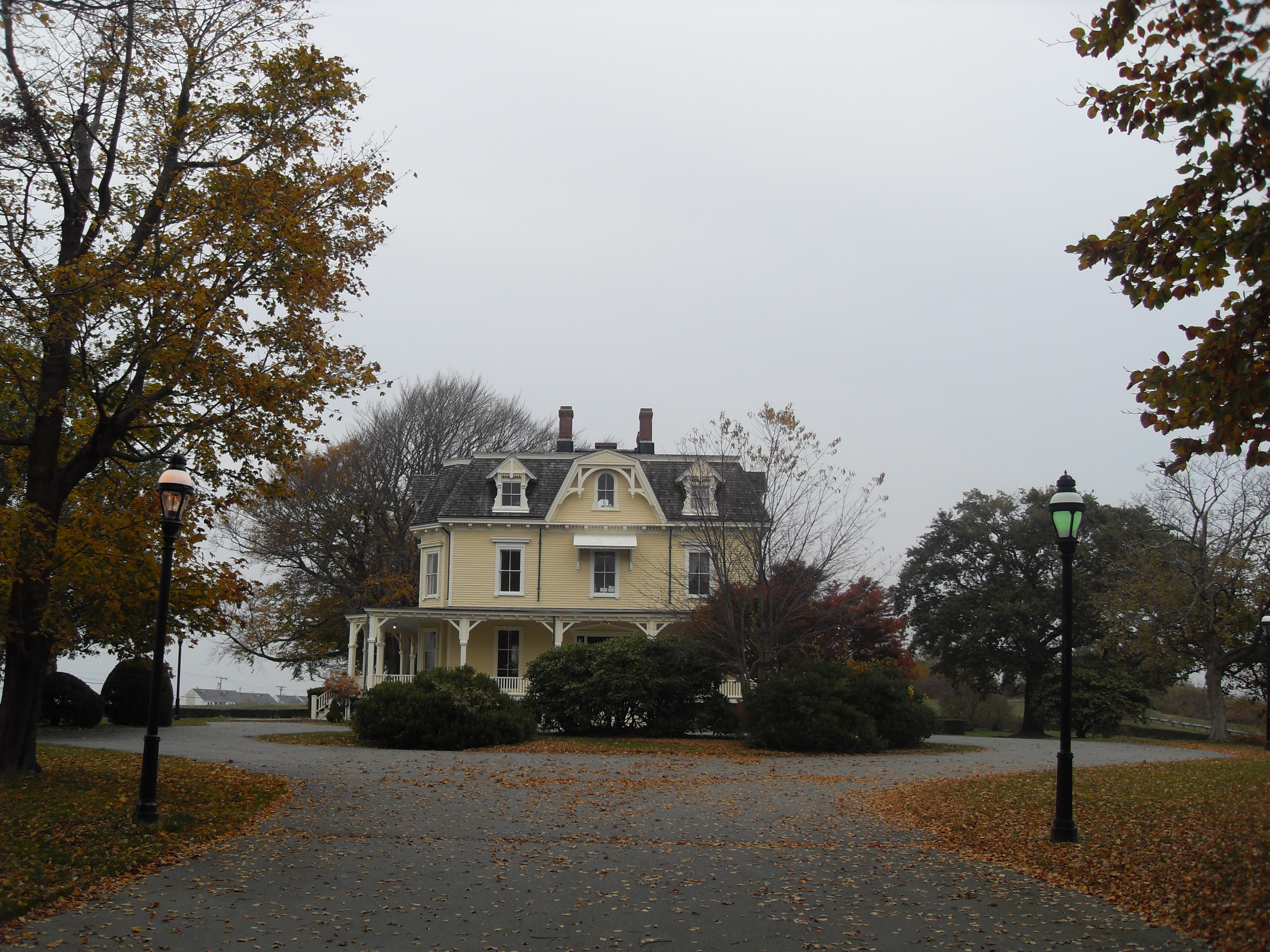
Casa del Comandante, Fort Adams, 1873.

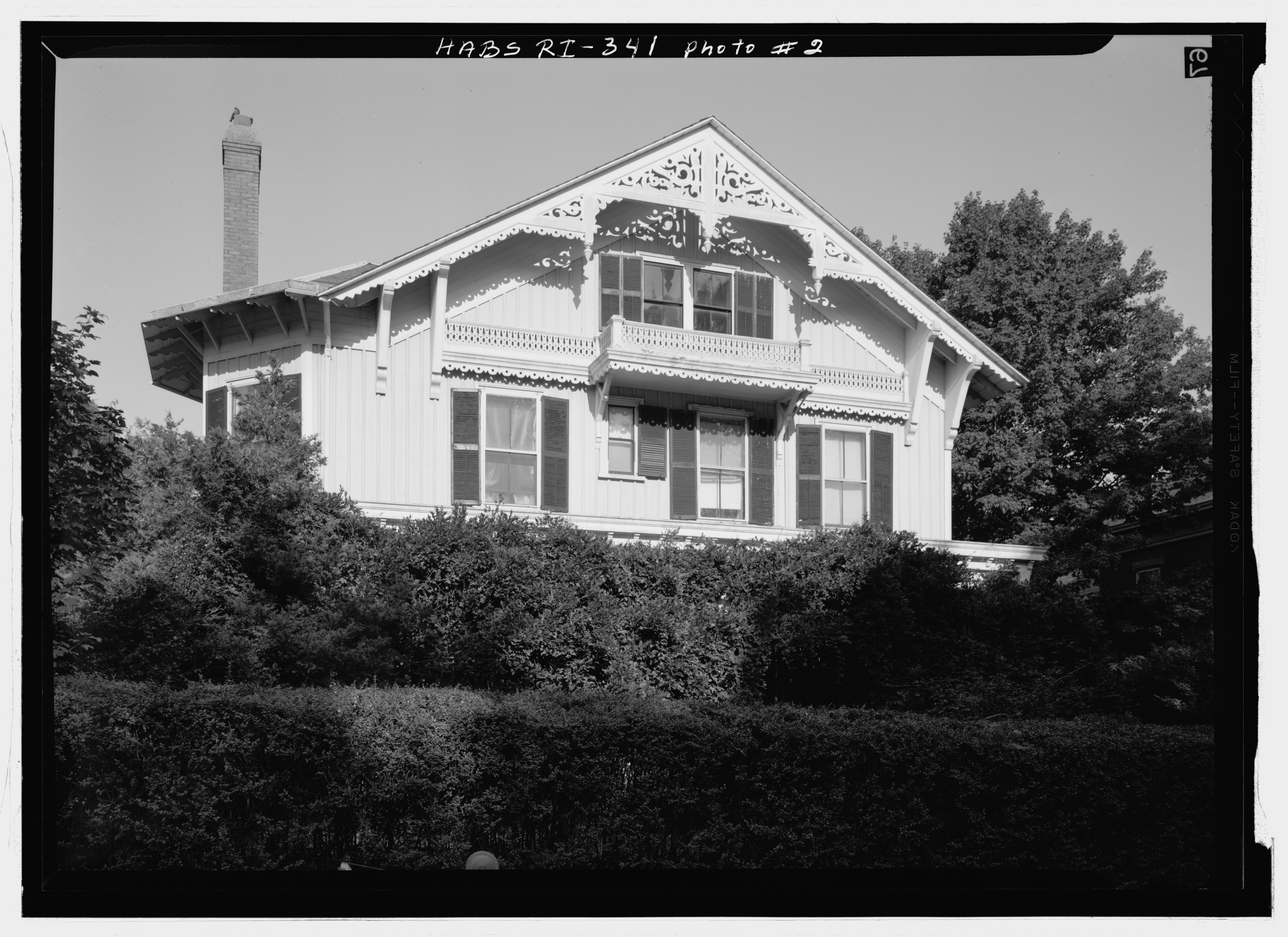
Casa de George C. Mason, Newport, 1873.

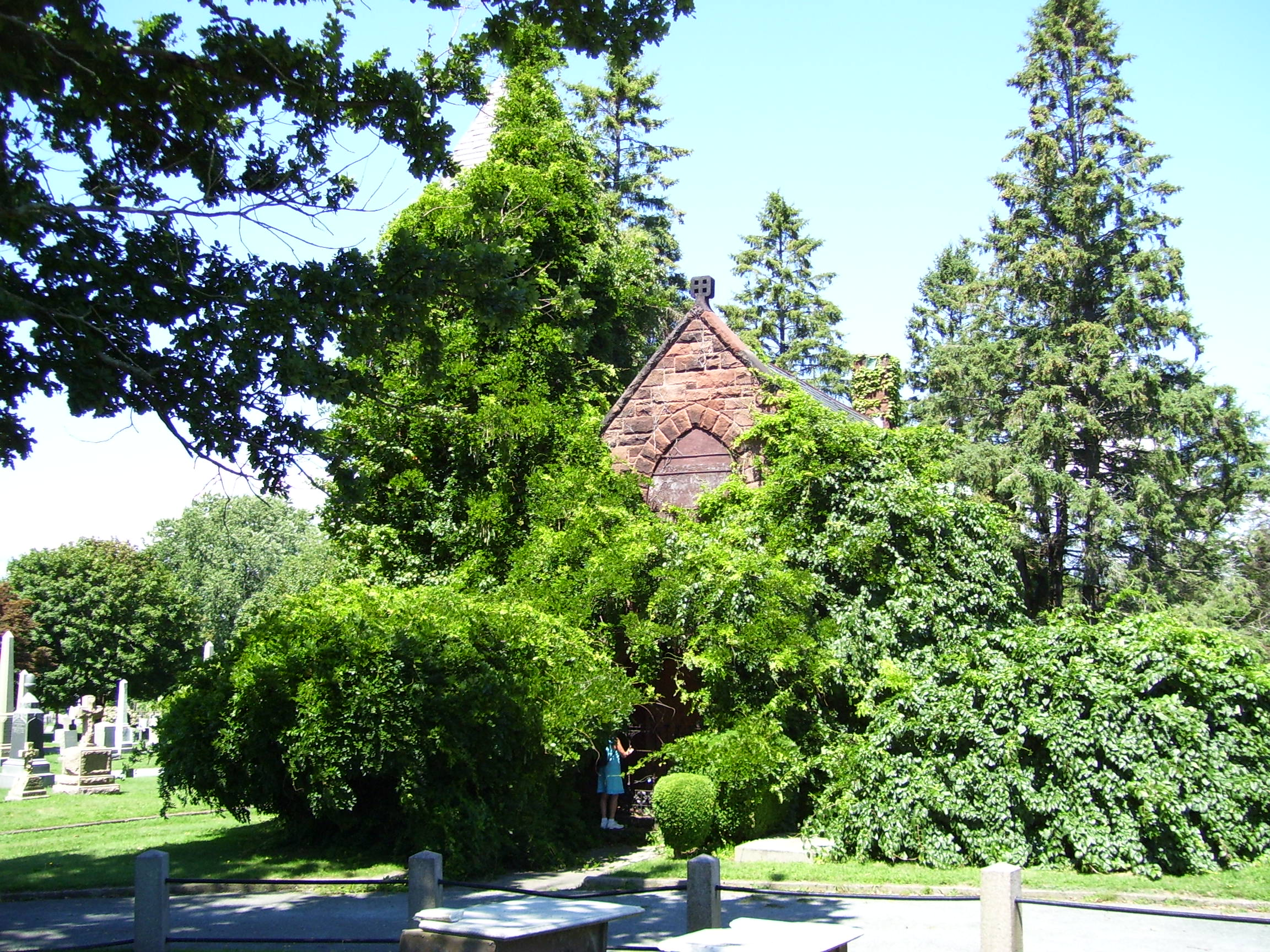
Capilla de Belmont, cementerio de la isla, 1886.

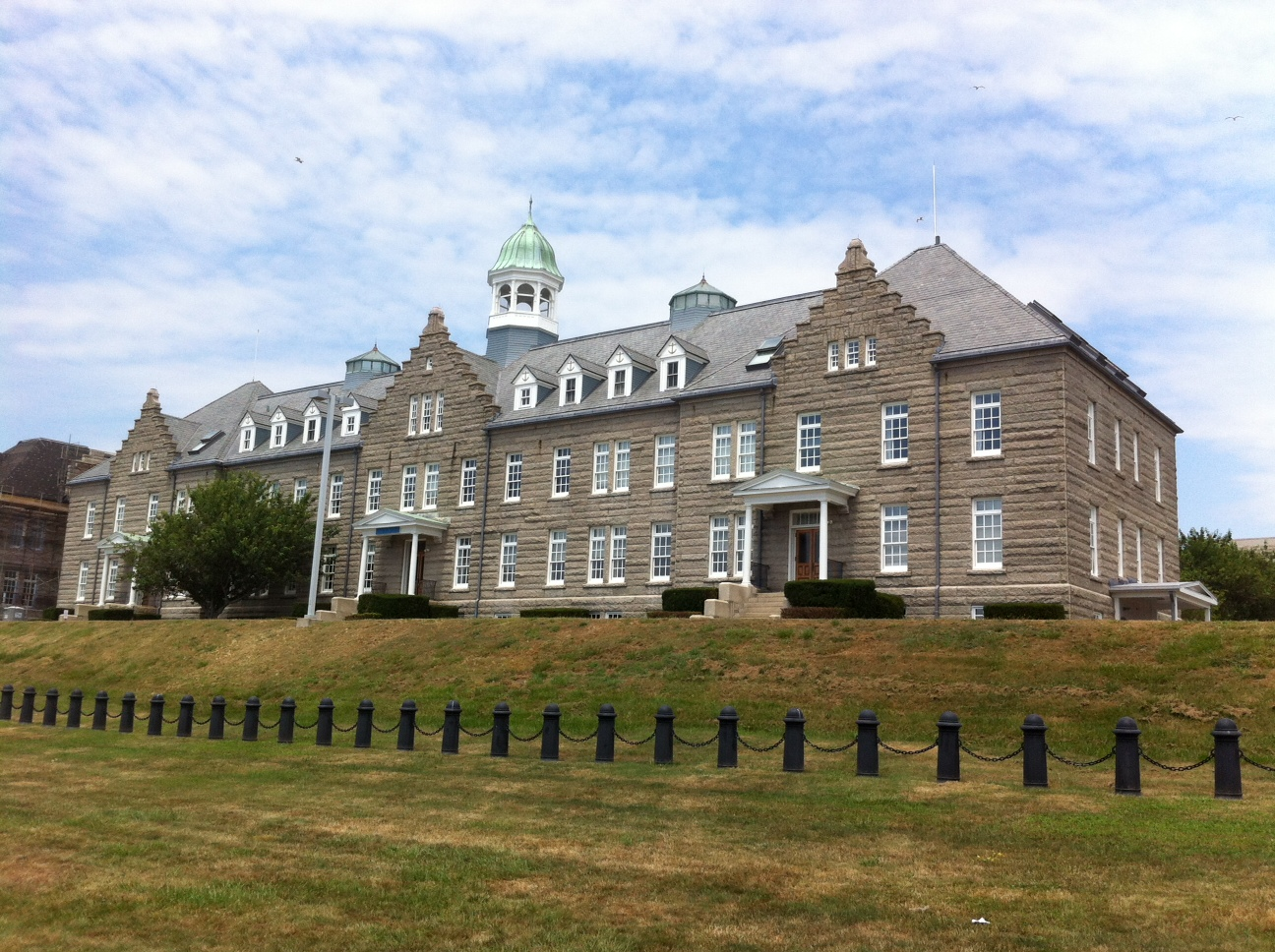
Luce Hall, Colegio Naval de Guerra, 1891.

George C. Mason & Son (1871-1894) fue un estudio de arquitectura estadounidense que trabajaba en Newport, Rhode Island. 
Era una firma de padre e hijo, siendo los directores George C. Mason (1820-1894) y George C. Mason, Jr. (1849-1924). Mason estableció su oficina en 1860 y fue el primer verdadero arquitecto en trabajar en Newport. Su hijo comenzó a trabajar para él en 1867 y se convirtió en socio en enero de 1871. Mason, Jr. se casó con una mujer de Filadelfia en 1886 y abrió una sucursal de la firma en esa ciudad en 1888. La empresa se disolvió con la muerte del anciano Mason en 1894. 
Con la excepción del trabajo de Filadelfia, casi todo el trabajo arquitectónico conocido de los masones se encuentra en el condado de Newport, Rhode Island. Se destacaron principalmente por sus diseños residenciales para los residentes de verano, aunque también diseñaron iglesias y estructuras cívicas de ocasión. 

## Obras arquitectónicas
- Casa de bellota (Edward Cunningham Cottage), 1 Cottage St., Newport, RI (1871)[3]
- Frederick Sheldon Cottage, Narragansett Ave. & Annandale Rd., Newport, RI (1871-1872) - Demolido.[4]
- Misses Hazard Cottage, 54 Kay St., Newport, Rhode Island (1871)
- Loring Andrews Cottage, 553 Bellevue Ave., Newport, RI (1871-1872) - Reemplazado por Friedham en 1888, también por Mason & Son.[1]
- Philip B. Case House, 60 Kay St., Newport, RI (1871)
- Sombra de arce (John D. Ogden Cottage), 1 Cruz Roja Ave., Newport, RI (1871-1872)
- Isaac P. White House, 66 Ayrault St., Newport, RI (1872)
- Heartseas (Charles N. Beach Cottage), 45 Ayrault St., Newport, RI (1873-1874)[5]
- Cliff Lawn (J. Winthrop Chanler Cottage), 117 Memorial Blvd., Newport, RI (1873) - Alterado.
- Residencia del Comandante, Fort Adams, Newport, Rhode Island (1873)
- Edward L. Brinley House, 6 Sunnyside Pl., Newport, Rhode Island (1873)
- Rogers High School, 95 Church St., Newport, RI (1873) - Construido con una torre y techo abuhardillado, ambos retirados. Ya no es una escuela.[6]
- Woodbine Cottage (George C. Mason House), 2 Sunnyside Pl., Newport, Rhode Island (1873-1874)
- Redwood Library (Addition), 50 Bellevue Ave., Newport, RI (1874-1875)
- John Howland House, 22 Old Walcott Ave., Jamestown, RI (1875) - Alterado.
- Capilla libre de San Juan Evangelista, 61 Poplar St., Newport, RI (1875-1876) - Ahora la casa parroquial.
- White Gate (John B. Landers Cottage), 188 Narragansett Ave., Jamestown, RI (1875) - Alterada por el huracán Gloria.
- Cranston School, 15 Cranston Ave., Newport, RI (1876) - Demolido.
- Park Gate (Seth B. Stitt Cottage), 141 Pelham St., Newport, RI (1879) - Para Seth B. Stitt.
- Mary Mitchell House, 13 Francis St., Newport, Rhode Island (1880)
- Iglesia Episcopal de San Mateo, 87 Narragansett Ave., Jamestown, RI (1880) - Demolido en 1967.
- Charles Wheeler Cottage, 247 Eustis Ave., Newport, RI (1881)
- Francis Morris Cottage, 86 Rhode Island Ave., Newport, Rhode Island (1882-1883)
- Graystone (Fitch J. Bosworth Cottage), Ochre Point y Victoria Aves., Newport, RI (1882-1883) - Demolido.
- George C. Mason, Jr. House, 5 Champlin St., Newport, RI (1883)
- Estación de bomberos No. 4, 4 Equality Park Pl., Newport, RI (1884)[7]
- Iglesia Episcopal de San Jorge, 14 Rhode Island Ave., Newport, RI (1885–86)
- Capilla conmemorativa de Belmont, cementerio de la isla, Newport, Rhode Island (1886-1888): descuidado, vacante y deteriorado.
- Chelten, Washington Ln., Abington, PA (1886) - Demolido.[8]
- Iglesia sueca ME, 24 Annandale Rd., Newport, RI (1887)
- Friedham (Theodore Havemeyer Cottage), 553 Bellevue Ave., Newport, RI (1888) - Demolido 1906.
- Casas, 1017-1019 Spruce St., Filadelfia, PA (1888)[9]
- Casa parroquial para la Iglesia Episcopal de San Esteban, 19 S. 10th St., Filadelfia, PA (1888)[10]
- Addison C. Thomas House, 96 Rhode Island Ave., Newport, Rhode Island (1889-1890)
- Stone Gables (Sarah TZ Jackson Cottage), 100 Rhode Island Ave., Newport, RI (1889-1890)
- Luce Hall, Colegio de Guerra Naval, Newport, Rhode Island (1891-1892)

Mason & Son también presentó diseños en el concurso de arquitectura para la nueva Casa del Estado de Rhode Island en 1890. Su entrada no pasó la primera ronda.